# Albano Harguindeguy
Albano Eduardo Harguindeguy (11 de fevereiro de 1927 — Los Polvorines, 29 de outubro de 2012) foi um general do Exército Argentino e o Ministro do Interior da Argentina sob a ditadura de Jorge Rafael Videla durante o Processo de Reorganização Nacional (1976-1983).